# Marek Żuławski
Marek Żuławski (ur. 13 kwietnia 1908 w Rzymie, zm. 30 marca 1985 w Londynie) – polski malarz, grafik, krytyk i eseista.

## Życiorys

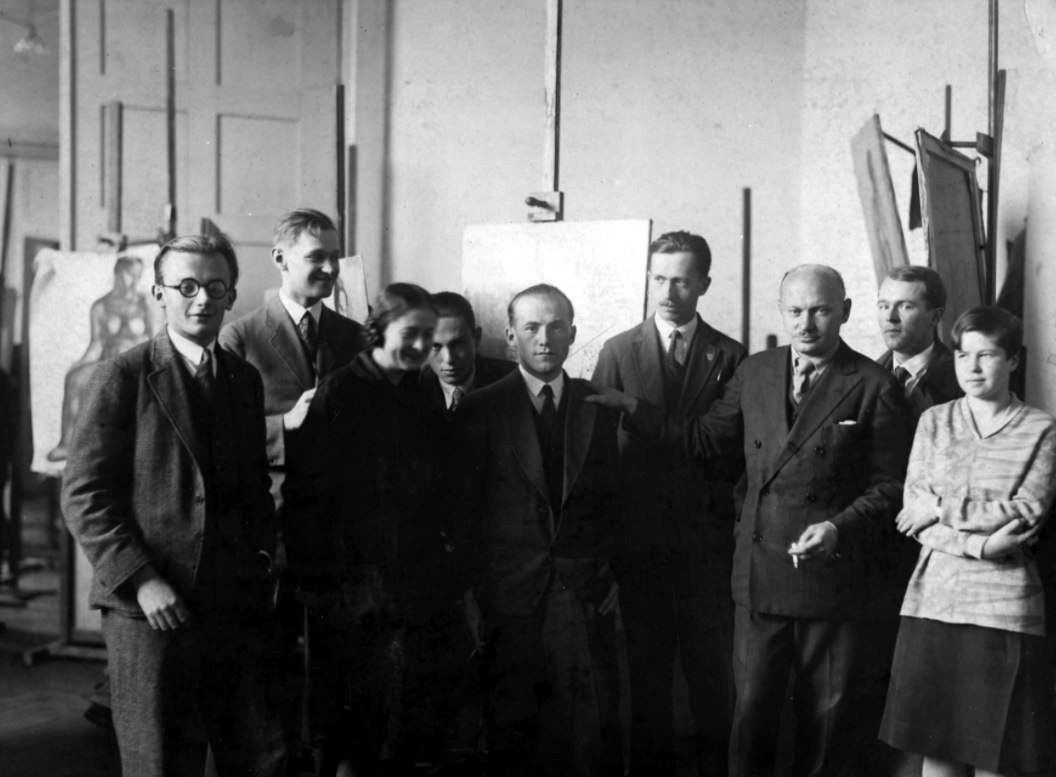
Szkoła Sztuk Pięknych w Warszawie (listopad 1929). Od lewej: Juliusz Studnicki, NN, Maria Szulczewska de Regibus, Marek Żuławski, asystent Jan Sokołowski, Michał Siemiradzki, prof. Felicjan Kowarski, Jan Wodyński, Maria Rużycka.

Pochodził z nadzwyczaj płodnej artystycznie rodziny. Był synem Jerzego, dramaturga, tłumacza i pisarza, i Kazimiery z Hanickich, tłumaczki i romanistki. Miał dwóch braci: Juliusza, poetę, prozaika, tłumacza poezji angielskiej i Wawrzyńca, muzykologa, kompozytora, taternika i alpinistę. Wychował się w Zakopanem. Początkowo uczęszczał do gimnazjum w Zakopanem, w 1926 roku ukończył Państwowe Gimnazjum Humanistyczne w Toruniu i zdał egzamin maturalny. Po maturze studiował prawo na Uniwersytecie Warszawskim (przerwane po 2 latach) i malarstwo latach 1926–1933 w warszawskiej Szkole Sztuk Pięknych (od 1932 roku ASP) u prof. Karola Tichego, a następnie u prof. Felicjana Kowarskiego i Leonarda Pękalskiego. Po studiach wspólnie z Tadeuszem Trepkowskim założył pracownię graficzną „Atelier 33”. W latach 1932–1935 regularnie wystawiał swoje prace w Instytucie Propagandy Sztuki w Warszawie. W 1935 roku wyjechał na roczne stypendium do Paryża. Od 1936 roku mieszkał w Londynie.

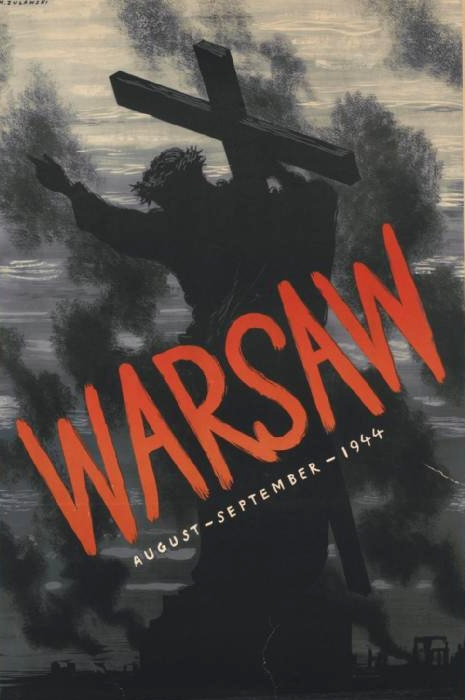
Plakat Marka Żuławskiego upamiętniający Powstanie warszawskie w 1944.

Początkowo malował pod wpływem postimpresjonizmu. Po wojnie wykształcił własny styl, odznaczający się uproszczeniem formy i zgaszonym kolorytem (martwe natury i kompozycje figuralne, m.in. Chrystus z Belsen 1947, Tancerz 1957, Kain i Abel 1967, Żona Lota 1975, Akt stojący II 1979 rysunek). Obok malarstwa sztalugowego uprawiał także malarstwo ścienne, grafikę i rysunek. Zajmował się również krytyką artystyczną.
Był trzy razy żonaty. Jego drugą żoną była Halina Korngold, malarka i rzeźbiarka. Z trzecią żoną, Marią, miał syna Adama.
Zmarł w Londynie. Pochowany na Kensal Green Cemetery.
Archiwum Marka Żuławskiego znajduje się w Archiwum Emigracji w Bibliotece Uniwersyteckiej w Toruniu, a zbiór jego prac malarskich, rysunków i grafik w Muzeum Uniwersyteckim w Toruniu. Wszystkie materiały i dzieła sztuki podarowała trzecia żona artysty, Maria Żuławska.

## Wybrane tytuły prac
- portret Ireny Krzywickiej, ok. 1938[5]
- portret miss M. Hutchinson, ok. 1938[5]
- Chrystus z Belsen 1947 Muzeum Uniwersyteckie w Toruniu
- Ludzie nad morzem 1957 Muzeum Uniwersyteckie w Toruniu
- Tancerz 1957
- Zielony akt na pomarańczowym i czarnym tle 1958 Muzeum Uniwersyteckie w Toruniu
- Ecce homo II 1958 Muzeum Uniwersyteckie w Toruniu
- Ecce homo IV 1961 Muzeum Uniwersyteckie w Toruniu
- Kain i Abel 1967 Muzeum Okręgowe w Toruniu
- Trzy przedmioty na czerwonym tle 1963/1968
- Sen o lataniu 1968 Muzeum Uniwersyteckie w Toruniu
- Martwy człowiek 1969 Muzeum Uniwersyteckie w Toruniu
- The Team 1971
- Caribbean Cruise 1974
- Marylka w sierpniu 1979
- Akt stojący II 1979 rysunek dwustronny
- Standing Nude 1980
- Ojcostwo 1980 Muzeum Uniwersyteckie w Toruniu
- Wyżyna Golan ok. 1982 Muzeum Uniwersyteckie w Toruniu

## Literatura
- Sławomir Majoch, Marek Żuławski (1908–1985). Katalog prac ze zbiorów Muzeum Uniwersyteckiego w Toruniu, Toruń 2017.
- Andrzej Matynia, Jestem za stary żeby źle malować..., „Art&Business” 2009, nr 6, s. 28–31.

## Wystawy
- Muzeum Okręgowe w Bydgoszczy[6]
- Muzeum Okręgowe w Bydgoszczy[7]
- Muzeum Okręgowe w Bydgoszczy[8]
- Muzeum Diecezjalne w Pelplinie[9]
- Biblioteka Wojewódzka w Gorzowie Wielkopolskim[10]
- Muzeum Lubuskie w Gorzowie Wielkopolskim[11]
- Akademia Sztuk Pięknych w Warszawie[12]
- Galeria Politechniki Łódzkiej[13]
- Litwa[14]